# Perforadora de targetes

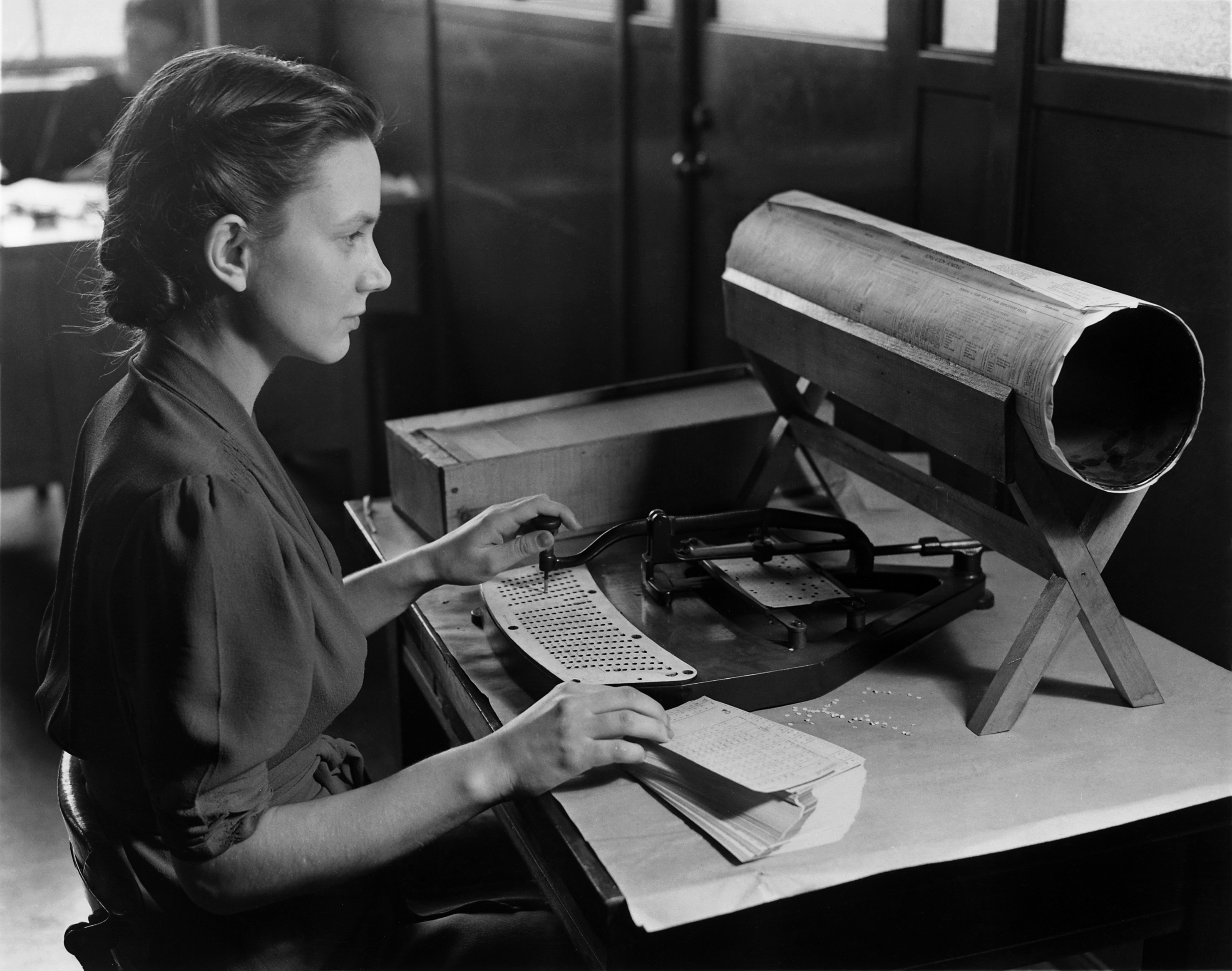
Un operador de l'Oficina del Cens dels Estats Units utilitza una punxonadora Hollerith (cap al 1940).

La perforadora de targetes  és una eina que s'utilitza per perforar targetes d'ordinador. En un taller mecanogràfic, és un dels dispositius essencials per al funcionament d'una cadena de processament mecanogràfic. La perforadora de targetes pot ser manual o assistida electromecànicament, la perforadora de targetes és un dispositiu automàtic.

## Història

### Targetes Falcon del segle XVIIIamb cartrons Jacquard
Va ser Basile Bouchon qui, el 1725, va inventar el primer sistema per emmagatzemar un programa per a un teler en forma de cinta perforada. El seu ajudant Jean-Baptiste Falcon va tenir la idea de substituir la cinta de paper per targetes perforades connectades a la cadena mitjançant una corda El 1801, Joseph Marie Jacquard va democratitzar aquest sistema gràcies al seu teler, però en aquesta època de l'inici de la mecanització, la perforació dels cartrons Jacquard encara es feia a mà. Les perforacions de les cartes es fan en un taller de tul, manualment utilitzant un punxó de mànec o, més rarament, un punxó d'alicates pel treballador del tul

### De la punxonadora manual a les punxonadores electromecàniques del segle XIX

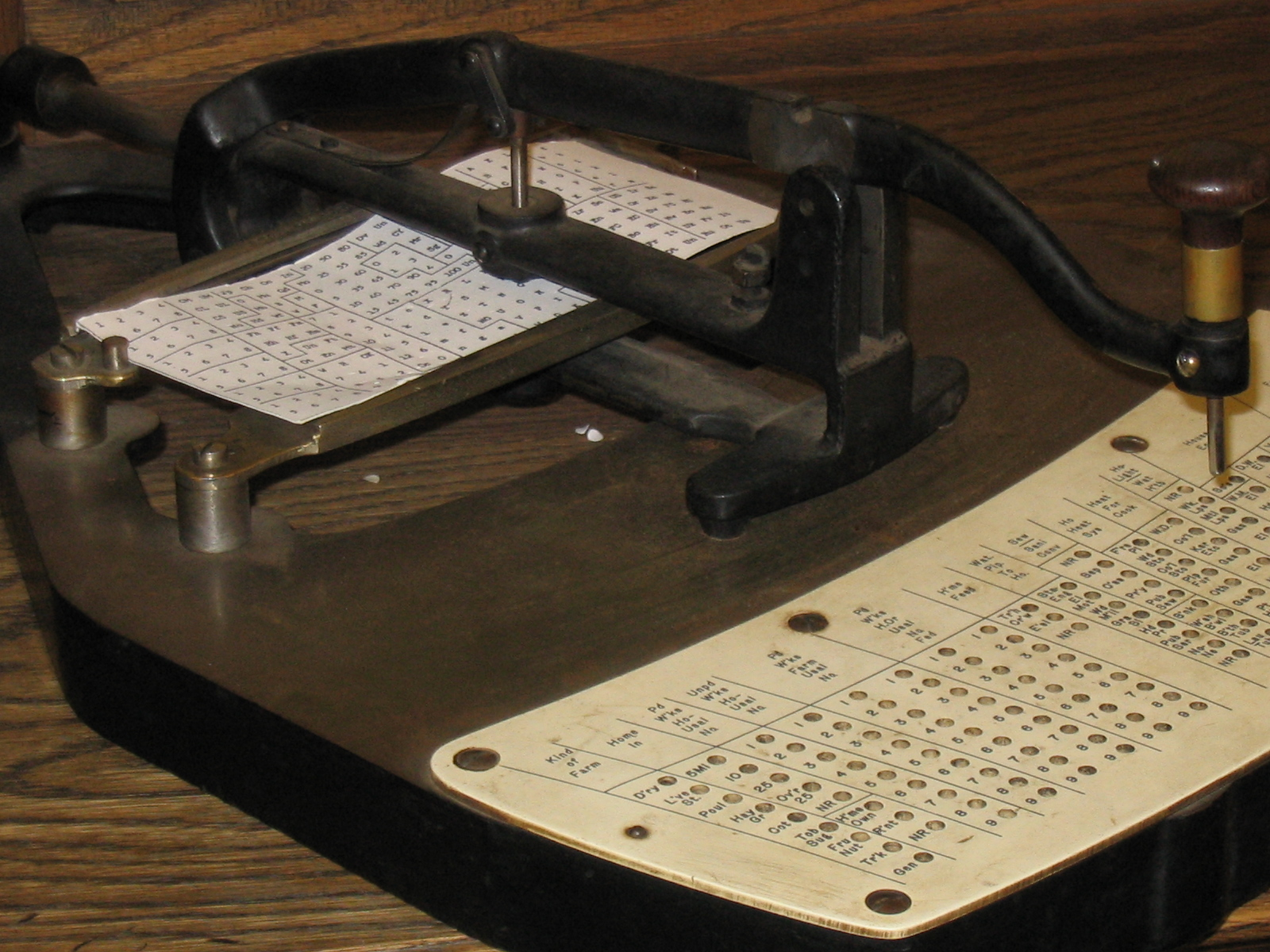
Perforadora de teclat Hollerith.

El 1886, a Baltimore, als serveis sanitaris, Herman Hollerith va utilitzar una perforadora manual clàssica per perforar les targetes per al seu nou sistema automàtic de processament estadístic. Tanmateix, el perforat manual amb alicates és imprecís i tediós per marcar els centenars de milions de punts de dades que s'han de processar. Hollerith, doncs, va inventar un nou sistema de perforació basat en el sistema de bitllets americans que imposava unes mides de cartes de 8 per 19 cm  compatibles amb els dòlars. Aquesta idea donaria lloc a la primera punxonadora amb teclat pantogràfic de Hollerith
El 1901, Hollerith va patentar un mecanisme en què un operador premia una de les 12 tecles per perforar un forat, i la targeta avançava automàticament a la columna següent. Aquesta perforadora de claus Tipus 001 de primera generació utilitzava 45 columnes i forats rodons . El 1923, The Tabulating Machine Company va introduir el primer perforador elèctric, el perforador elèctric Type 011, un dispositiu d'aspecte similar on cada tecla tancava un contacte elèctric que activava un solenoide que perforava el forat. El format de targeta perforada de 80 columnes es va introduir el 1928. Els perforadors de teclat Hollerith posteriors van incloure el perforador de teclat duplicador elèctric accionat per motor Tipus 016 (1929), el perforador de teclat duplicador alfabètic Tipus 31 (1933) i el perforador d'impressió alfabètica Tipus 32 (1933).
A la dècada del 1920 van aparèixer les primeres perforadores de targetes electromecàniques, uns dispositius més grans i cars en què l'entrada es feia mitjançant un teclat alfanumèric assistit.

## Tecnologia

### Perforadora manual amb teclat numèric

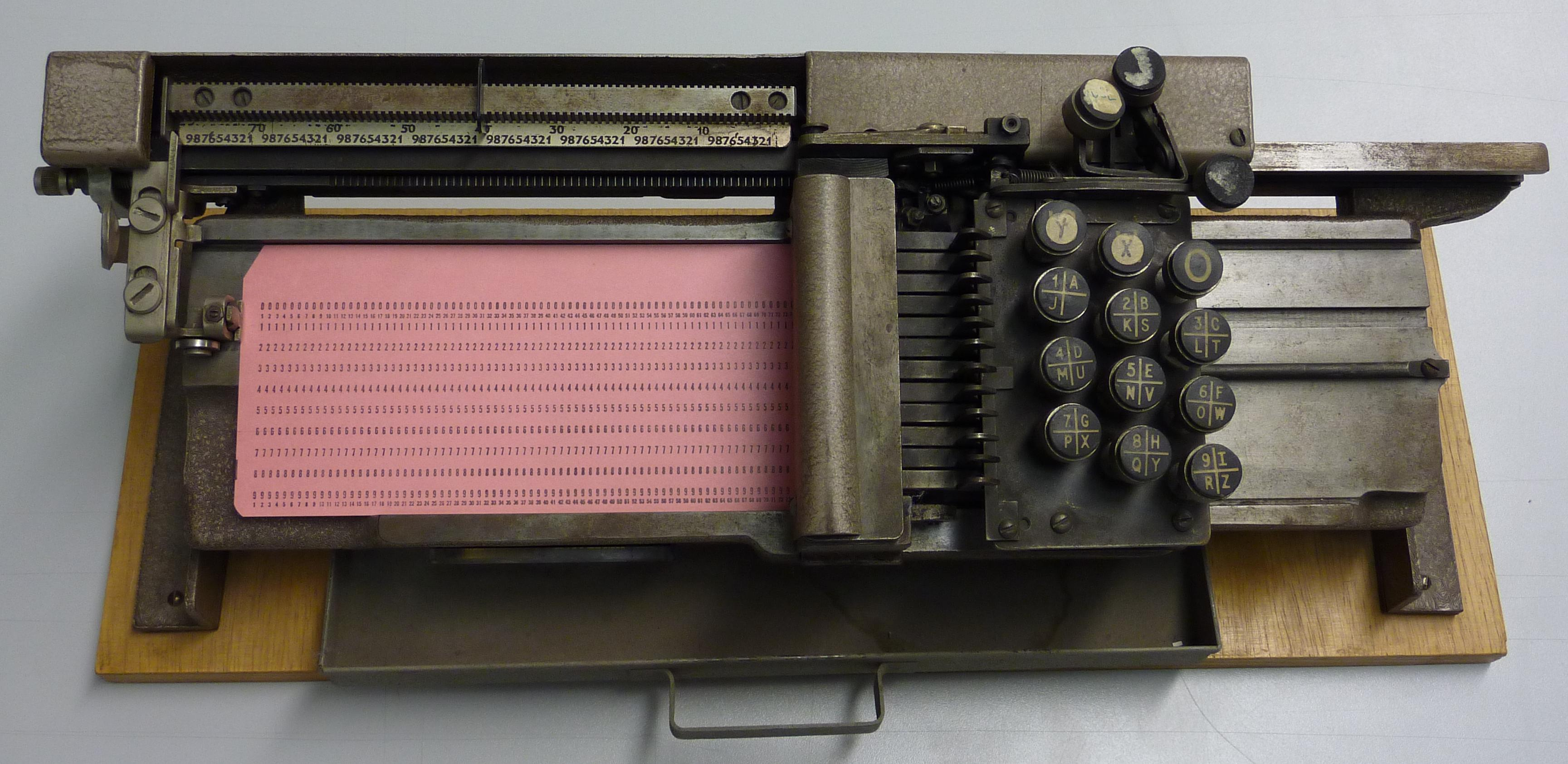
Punxonadora manual amb teclat.

La perforadora manual amb teclat numèric és un petit dispositiu amb 13 tecles dissenyat per perforar targetes a mà. L'operador introdueix una targeta manualment. Prem una, dues o tres tecles simultàniament per causar perforacions en una columna. En deixar anar les tecles, una columna avança. Quan s'ha introduït tota la targeta, premeu un botó per expulsar-la (molla de retorn). Aquest tipus de dispositiu econòmic va ser inicialment l'única solució d'entrada de dades per a tallers mecànics. Exigia que l'operador se sabés el codi d'entrada de memòria. Malgrat l'eficiència i la constant evolució de l'automatització del treball d'entrada de dades amb punxonadores assistides electromecànicament i punxonadores semiautomàtiques cada cop més eficients, les punxonadores manuals sovint han quedat com a còpia de seguretat en un racó del taller per fer correccions ràpides sense molestar els operadors d'entrada de dades.

### Perforadora electromecànica amb teclat

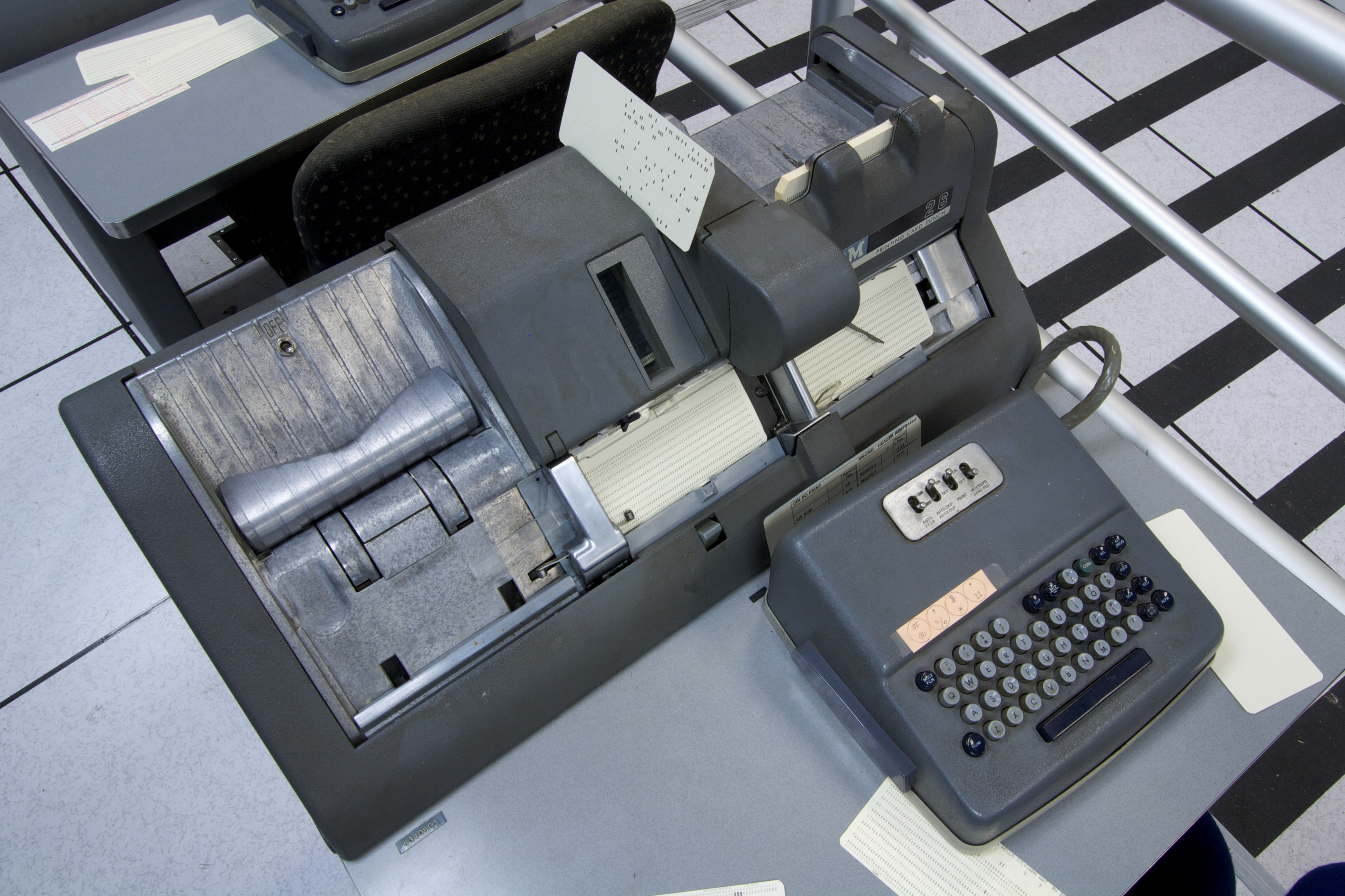
Una perforadora de teclat electromecànic.

La primera combinació de perforadora de targetes i teclat de màquina d'escriure, que permetia escriure i perforar text seleccionat, va ser desenvolupada per l'empresa Powers el 1925. La perforadora de targetes IBM 824 Typewriter era una IBM 024 en què el teclat 024 va ser substituït per una màquina d'escriure elèctrica IBM.  De la mateixa manera, l'IBM 826 utilitzava una perforadora IBM 026.
La perforadora de targetes IBM 024 i la perforadora de targetes d'impressió IBM 026 es van anunciar el 1949. Eren gairebé idèntics, amb l'excepció del mecanisme d'impressió. El cor dels perforadors 024 i 026 era un conjunt de dotze perforadors de precisió, un per fila de cartes, cadascun amb un actuador de potència relativament alta. Les targetes perforades es passaven per la perforadora columna rere columna, i s'activaven els perforadors adequats per crear els forats, cosa que provocava un so distintiu de "chunk, chunk" a mesura que es perforaven les columnes. Ambdues màquines podien processar targetes de 51, 60, 66 i 80 columnes.
El 026 podia imprimir el caràcter perforat a sobre de cada columna. El 1964 hi havia deu versions amb conjunts de caràcters lleugerament diferents. Les versions científiques imprimien parèntesis, signe igual i signe més en lloc de quatre caràcters menys utilitzats en els jocs de caràcters comercials.